# Кюсю-Мару
Кюсю-Мару (Kyushu Maru) — транспортне судно, яке під час Другої світової війни взяло участь у операціях японських збройних сил у Сіамі, Малаї та на Соломонових островах.

## Передвоєнна історія
Кюсю-Мару спорудили в 1937 році на верфі Mitsubishi Jukogyo у Нагасакі для компанії Harada Kisen.
8 липня 1941 судно реквізували для потреб Імперського флоту Японії, а з 5 жовтня його користувачем стала Імперська армія Японії.

## Вторгнення до Сіаму
Ще до початку війни, 4 грудня 1941-го, Кюсюй-Мару та ще 17 суден полишили порт Самах на острові Хайнань та попрямували на південь, маючи на борту частини 25-ї армії, котрі мали висадитись на перешийку Кра, в Сінгорі, Патані (все — Сіам) та Кота-Бару (британська Малая).
6 грудня конвой розділився на чотири загони, при цьому Кюсю-Мару опинився серед 9 суден, котрі 7 грудня о 23:40 прибули до Сінгори (наразі Сонгкхла) в одній з найпівденніших провінцій Сіаму, неподалік від кордону британської Малаї, та безперешкодно почав вивантажувати війська.
12 грудня Кюсю-Мару повернулось до Самаху.

## Рейс до Малаї
20 лютого 1942-го Кюсю-Мару вийшов із в'єтнамської бухти Камрань у складі 10-го Малайського конвою підкріплень, котрий налічував 11 суден. 22 лютого конвой прибув до Сінгори.

## Рейс до Рабаула
7 серпня 1942-го американці висадились на Гуадалканалі, що започаткувало шестимісячну боротьбу за цей острів. У середині вересня японське командування організувало доставку на Гуадалканал підрозділів 2-ї піхотної дивізії Імперської армії Японії, котрі перебували на острові Ява. 19 вересня Кюсю-Мару вийшло з Сурабаї у складі першого ешелону конвою до Рабаулу — головної передової бази японців у архіпелазі Бісмарку, з якої провадились операції на Соломонових островах та сході Нової Гвінеї.
29 вересня 1942-го перший ешелон прибув до Рабаулу.

## Рейс на Гуадалканал
12 жовтня 1942-го Кюсю-Мару вийшло із Рабаула у складі 1-го штурмового конвою до Тассафаронга, котрий налічував 5 суден із високою (як для транспортів) швидкістю під охороною 8 есмінців. На борту судна мали 4,5 тисячі військовослужбовців зі складу 16-го піхотного полку (прибув у конвої з Яви), 230-го піхотного полку та 4-го батальйону морської піхоти ВМБ Майдзуру, а також цілий ряд підрозділів польової та зенітної артилерії. Частину цих сил прийняли на якірній стоянці Шортленд — прикритій групою невеликих островів Шортленд акваторії біля південного завершення острова Бугенвіль, де зазвичай відстоювались легкі бойові кораблі та перевалювались вантажі для подальшої відправки далі на схід Соломонових островів.
У другій половині дня 12 жовтня на переході до району Шортленд конвой безрезультатно атакували 30 літаків з Гуадалканалу. Через півтори години стався другий, так само неуспішний, наліт. Ввечері конвой прибув до Шортленду, звідки вийшов 13 жовтня. Біля опівночі 14 жовтня конвой досяг Гуадалканалу та почав розвантаження у Тассафаронзі.
З настанням світанку до прикриття конвою долучились винищувачі з японських авіаносців Дзюнйо та Хійо, а також гідролітаки з базі у Шортленді. Тоді ж сталась і перша повітряна атака, в якій взяли участь лише 6 американських літаків. Близько 10:30 відбувся наліт значно більших сил — 25 літаків, котрі піднялись з аеродрому Гендерсон-Філд на Гуадалканалі, під час якого було вражене та викинулось на берег судно Сасако-Мару. Біля опівдня, коли транспорти майже завершили розвантаження, конвой атакували 11 бомбардувальників B-17 «Літаюча фортеця», котрі вилетіли з острова Еспіриту-Санто (Нові Гебриди) та змогли пошкодити Адзумасан-Мару, яке так само викинулось на берег. Нарешті, о 13:30 під час чергового нальоту було пошкоджене Кюсю-Мару. Як і попередні два транспорти воно викинулось на берег. Оскільки уражені судна опинились на березі, з них вдалось вивантажити не лише військовослужбовців, але й танки та гармати.